# Esme Booth
Esme Booth (Stratford-upon-Avon, 23 de diciembre de 1998) es una deportista británica que compite en remo.
Participó en los Juegos Olímpicos de París 2024, obteniendo una medalla de plata en la prueba de cuatro sin timonel. Ganó cuatro medallas de plata en el Campeonato Europeo de Remo, en los años 2022 y 2024.

## Palmarés internacional
| Juegos Olímpicos   | Juegos Olímpicos  | Juegos Olímpicos | Juegos Olímpicos   |
| Año                | Lugar             | Medalla          | Prueba             |
| ------------------ | ----------------- | ---------------- | ------------------ |
| 2024               | París (Francia)   | Medalla de plata | Cuatro sin timonel |
| Campeonato Europeo |                   |                  |                    |
| Año                | Lugar             | Medalla          | Prueba             |
| 2022               | Múnich (Alemania) | Medalla de plata | Dos sin timonel    |
| 2022               | Múnich (Alemania) | Medalla de plata | Ocho con timonel   |
| 2023               | Bled (Eslovenia)  | Medalla de plata | Ocho con timonel   |
| 2024               | Szeged (Hungría)  | Medalla de oro   | Cuatro sin timonel |